# Hanover Square Rooms
Le Hanover Square Rooms o le Queen's Concert Rooms erano sale per riunioni, istituite principalmente per spettacoli musicali, all'angolo di Hanover Square, Londra, da Sir John Gallini in collaborazione con Johann Christian Bach e Carl Friedrich Abel nel 1774. Per un secolo esatto questa fu la principale sede di concerti a Londra. I locali furono demoliti nel 1900.

## Storia delle Room

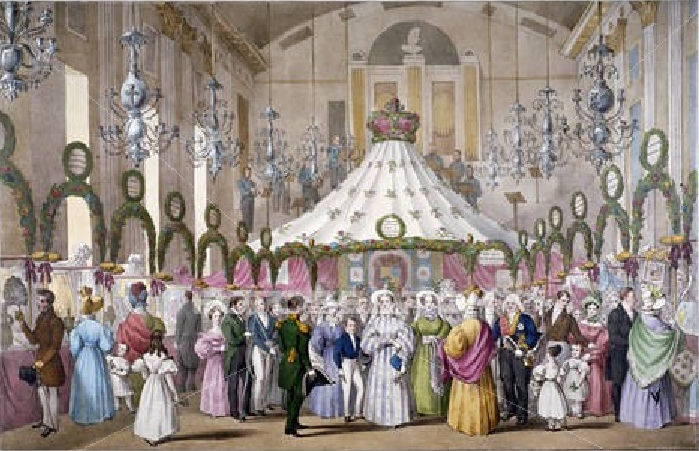
La Regina Adelaide presenzia ad una fiera per aiutare gli stranieri in difficoltà nelle Rooms nel 1833

Il sito era stato precedentemente occupato da un mulino, da cui il nome precedente Mill Field e quello della Mill Street attualmente adiacente. Originariamente di proprietà del Conte di Plymouth, concesso in affitto a Lord Dillon, nel giugno 1774 fu venduto per £ 5.000 al Visconte Wenman, che lo stesso giorno lo trasferì a Gallini, Bach e Abel. Gallini possedeva metà della proprietà e ciascuno degli altri due un quarto. Sul sito precedentemente occupato da un giardino e da un ufficio, costruirono, come ampliamento dell'immobile, sale riunioni per concerti e riunioni pubbliche. La sala principale al primo piano misurava 24 per 9,8 metri, con un'altezza tra i 6,7 e gli 8,5 metri: i suoi soffitti a volta avevano dipinti del pittore decorativo Giovanni Battista Cipriani e Thomas Gainsborough, un amico di Bach e Abel, fu incaricato di creare i dipinti trasparenti su vetro per le stanze. Inoltre c'era una piccola stanza sul lato nord della stanza principale e una stanza più grande al piano terra.
La sala da concerto, dove i concerti iniziarono sotto Bach nel febbraio 1775, divenne uno dei principali locali per musica di Londra. Per questi concerti la convenzione era che "I biglietti delle signore erano neri e quelli dei signori rossi". Una voce dell'aprile 1776 nel diario di Edward Piggot fornisce la seguente descrizione di un concerto:

| «Il 16 aprile 1776 Lord Fauconbery mi mandò un biglietto per il Concerto di Bach e Abels nella sala delle Assemblee di Hanover Square, gli esecutori erano i due sopra menzionati, il secondo suonava un assolo estremamente bene; gli altri erano Giardini, che suona bene il violino come Cramer; Crosdill sul Violoncello suona benissimo, Fischer con l'oboe lo stesso, tutti gli esecutori principali, Savoi, Grassi e molti altri, hanno cantato; la signora Grassi ha una voce sorprendente, essendo un tenore, cosa molto singolare ed io penso, sgradevole. In tutto circa 22 musicisti; questo concerto è considerato il migliore del mondo, ogni cosa è eseguita con il massimo del gusto e dell'esattezza; una stanza molto bella, lunga 115 piedi e larga 40; era quasi piena, ognuno vestito da sera; é dipinto molto elegantemente; tra i vari atti si va in un'altra stanza di sotto dove ti danno un tè; si va su abbonamento; inizia alle 8 e finisce alle 10 ogni cosa è elegante.» |

Nel novembre 1776 Gallini acquistò le quote dei suoi soci per diventare l'unico proprietario della proprietà. Bach e Abel, continuando la tradizione dei concerti in abbonamento che avevano iniziato insieme nel 1763, continuarono a organizzare festini nelle Rooms fino al 1783, quando il suocero di Gallini, Lord Abingdon (Willoughby Bertie, IV conte di Abingdon) ritirò il suo sostegno finanziario. Fino alla sua incarcerazione nel 1795 per dichiarazioni diffamatorie riguardanti un "avvocato pignolo" che lo aveva presumibilmente ingannato, Lord Abingdon iniziò ad essere fedele all'Orchestra rivale nel Pantheon. Dal 1783 al 1793 la programmazione fu organizzata dal violinista Wilhelm Cramer che guidò il gruppo The Professional Concerts, pubblicizzato come fondato da "eminenti professori di musica, residenti a Londra" da molti anni. Le Rooms godettero del patronato reale dal 1785 al 1793, con Giorgio III e Carlotta di Meclemburgo-Strelitz che erano frequentatori dei concerti. Il re aveva persino una stanza riservata come la "Queen's Tea Room", alla quale donò un grande specchio dorato per la mensola del camino. Nel 1776 fu avviata nelle Rooms una serie parallela di concerti del violinista e impresario Johann Peter Salomon. Le Rooms furono utilizzate dal Concert of Ancient Music dal 1804 in poi, per l'esecuzione annuale di beneficenza del Messiah di Handel per la Royal Society of Musicians dal 1785 al 1848, dal 1833 in poi dalla Royal Philharmonic Society, fondata nel 1813 con il patrocinio del Principe Reggente e, dal 1848 fino al suo scioglimento nel 1861, dalla Amateur Musical Society, una società corale fondata da Henry David Leslie nel 1847. Si dice che la frattura nel 1813 tra il Principe Reggente e Beau Brummell abbia avuto luogo in un ballo in maschera in queste Rooms, dove Brummell, non essendo stato riconosciuto dal Principe, chiese a uno dei suoi compagni in un sussurro sul palco: "Alvanley, chi è il tuo grasso amico?"

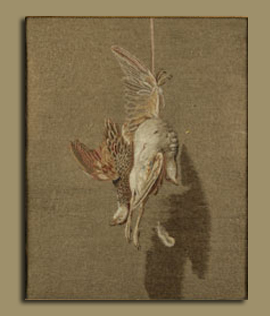
Una "pittura a uncinetto" di un uccello morto, ricamato da Mary Linwood, esposto nelle Rooms nel 1798

Nel corso degli anni le Hanover Square Rooms furono visitate da molti musicisti e artisti di spicco tra cui Joseph Haydn (1791-1794), Johann Nepomuk Hummel (esecuzione della sonata per pianoforte di Haydn, 1791 e del concerto per pianoforte di Mozart, 1792), Felix Mendelssohn (1842, prima rappresentazione della Sinfonia Scozzese), Niccolò Paganini (che si esibì in una sala vuota, con suo dispiacere, 1834), Franz Liszt (1840), Anton Rubenstein (1842), Joseph Joachim (esecuzione del concerto per violino di Beethoven all'età di dodici anni sotto la bacchetta di Mendelssohn, 1844), Hector Berlioz (1848 e 1853), Clara Schumann (1856) e Jenny Lind ("l'usignolo svedese", che si esibì con il marito, il pianista Otto Goldschmidt, 1856). I concerti di Haydn, organizzati attraverso lunghe trattative con Salomon, presentavano i primi nove delle sue cosiddette Sinfonie londinesi, n. 93-101. In un diario del 1791, Charles Burney registra:
Nel 1856, dopo il quarto concerto a cui aveva partecipato, programmato per cinque ore con arrangiamenti per organo della musica di suo marito Robert Schumann durante l'intervallo, Clara Schumann scrisse: "Questo è stato davvero il non plus ultra di un brutto concerto. Mi sono vergognata di me stessa in mezzo a tutta questa roba spaventosa". Sull'arrangiamento per organo del duetto pianistico di Schumann Geburtstagmarsch dal suo 12 Klavierstücke, op. 85, lei scrisse che "era una di quelle cose incomprensibili che non potevano accadere da nessuna parte se non in Inghilterra".
Le Hanover Square Rooms vennero utilizzate anche per alcune delle prime esibizioni in Inghilterra della musica strumentale e corale di J. S. Bach durante il revival inglese di Bach. Nei primi due decenni del diciannovesimo secolo, Samuel Wesley eseguì le sue sonate di violino con Salamon e arrangiamenti della sua musica d'organo per due suonatori, insieme a Vincent Novello, a volte con accompagnamento orchestrale; Mendelssohn eseguì un preludio e una fuga sull'organo nel 1840 in un concerto organizzato dal Principe Alberto e nel 1854 William Sterndale Bennett, uno dei membri fondatori della Società Bach cinque anni prima, diresse la prima esecuzione inglese della Passione secondo Matteo.
Balli di beneficenza per la Royal Academy of Music si svolsero regolarmente nelle Rooms e ad essi partecipò la famiglia reale. Dopo il ballo del 1835, Benjamin Disraeli scrisse a sua sorella:
Le Rooms sono state utilizzate per molti scopi diversi, oltre alla musica e ai balli, per incontri pubblici che andavano dalle lezioni sulla Chiesa di Inghilterra alle esposizioni sui ricami fatti a mano. C'erano anche discorsi medici, tra questi, il 1º marzo 1842, una conferenza del chirurgo scozzese James Braid che diede una delle prime dimostrazioni pubbliche di ciò che chiamò ipnotismo o "sonno nervoso" mandando contemporaneamente in trance 18 membri del pubblico.
Nel 1848, con le due nipoti di Gallini non più vive, le Rooms furono acquistate dall'editore musicale Robert Cocks. Hector Berlioz raccontò una sua esibizione a teatro che fece nel 1853:
(Hector Berlioz, 1 giugno 1853)
Dal 1862 in avanti, dopo essere stata completamente ristrutturata, la sala da concerto fu utilizzata dalla Royal Academy of Music. Le sale furono utilizzate dal 1868 al 1874 per gli incontri del movimento per il suffragio femminile: nel 1868 Emily Faithfull tenne una conferenza su "The Claim of Woman"; nel 1870 si tenne il secondo incontro della Società Nazionale di Londra per il Suffragio Femminile, presieduta da Clementia Taylor (moglie del deputato Peter Alfred Taylor) e guidata da Helen Taylor, Harriet Grote (moglie di George Grote) e Millicent Fawcett; nel 1873 un incontro pubblico simile fu affrontato da Lady Anna Eliza Mary Gore-Langton (moglie del deputato William Gore-Langton) e da Eliza Sturge (nipote di Joseph Sturge).
L'ultimo concerto della Royal Academy ebbe luogo nel 1874. L'anno successivo la proprietà fu venduta e divenne la sede del Hanover Square Club, che aveva già tenuto riunioni di comitato lì da quando la proprietà era passata a Cocks. Gli edifici furono demoliti nel 1900.